# August Hiller von Gaertringen

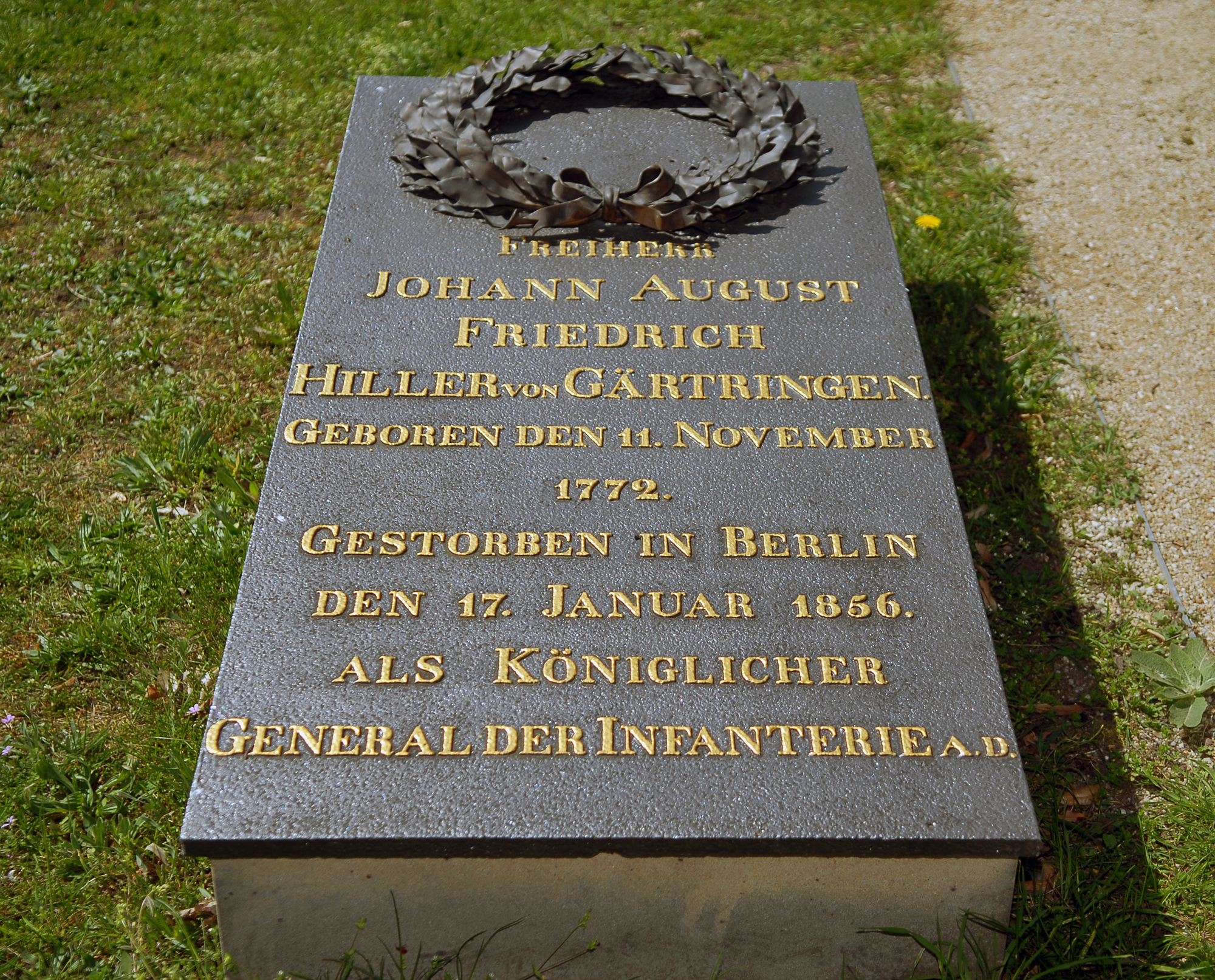
Grabstätte auf dem Invalidenfriedhof, Berlin

Johann August Friedrich Freiherr Hiller von Gaertringen (* 11. November 1772 in Magdeburg; † 18. Januar 1856 in Berlin) war ein preußischer General der Infanterie.

## Leben

### Herkunft
August entstammte einem württembergischen Adelsgeschlecht, dessen Wurzeln in Pöttmes bei Augsburg liegen und das seit 1634 in Gärtringen bei Stuttgart ansässig ist. Er war der jüngste Sohn des späteren preußischen Generalmajors Johann Eberhard Rudolf Freiherr Hiller von Gaertringen (1735–1799) und dessen Ehefrau Joliane Dorothea, geborene von Hagen aus dem Hause Naulin (1745–1786).

### Militärkarriere
Hiller trat am 30. Mai 1784 als Gefreiterkorporal in das Infanterieregiment „von Woldeck“ der Preußischen Armee ein, wurde dort 1787 Fähnrich und nahm an den Kämpfen in Holland und am Rhein während der französischen Revolutionskriege teil. Als Sekondeleutnant (seit 1789) kämpfte er im Feldzug gegen Frankreich 1792/95 bei Valmy, Kaiserslautern, Herzogshand, Bubenhausen, Weißenburg, Burrweiler (verwundet), Ruppertsberg und am Schänzel. Am 2. März 1802 folgte seine Beförderung zum Stabskapitän in seinem Regiment.
Während des Feldzuges 1806 geriet Hiller mit der Kapitulation von Hameln hier kurzzeitig in Kriegsgefangenschaft. Nach dem Frieden von Tilsit wurde er mit halbem Gehalt inaktiviert. 1809 war er als Kapitän vorübergehend Etappenkommandant in Pasewalk. 1812 machte Hiller als Generaladjutant und Major im Stabe Julius von Grawerts und später im Stabe Yorcks den Feldzug in Kurland mit. Napoleon Bonaparte ehrte ihn daraufhin mit dem Kreuz der Ehrenlegion, der preußische König Friedrich Wilhelm III. am 18. Oktober 1812 mit dem Orden Pour le Mérite.
Am 28. November 1812 wurde Hiller dann Kommandant von Spandau. Anschließend war er zu Beginn des Feldzuges 1813 zunächst Adjutant bei Yorck und zeichnete sich bei Großgörschen, Bautzen Katzbach und Möckern besonders aus. Für eine dort erlittene schwere Verwundung sowie als Anerkennung für seine Leistung erhielt er am 31. Mai 1814 das Eichenlaub zum Pour le Mérite. Nach einem Aufenthalt zur Gesundung in Dessau war er Ende Dezember bereits wieder bei der Truppe, überschritt unter Blücher den Rhein und führte die 1. Infanterie-Brigade bis vor Paris. Noch vor Abschluss der Kampagne folgte am 17. März 1815 seine Ernennung zum Kommandanten von Minden.
In der Schlacht bei Waterloo (1815) führte Hiller mit der 16. Brigade den entscheidenden Vorstoß auf Planchenois. Daraufhin zum Generalmajor befördert, kam er 1816 als Kommandant nach Stettin und fungierte dort zeitgleich als Inspekteur der Landwehr im Regierungsdepartement. Er wurde dann 1817 als Brigadechef der Truppenbrigade nach Posen versetzt. 1827 übernahm Hiller in Breslau die 11. Division und wurde kurz darauf zum Generalleutnant befördert.
Am 23. Juni 1830 nahm Hiller seinen Abschied, der ihm mit einer jährlichen Pension von 3430 Talern bewilligt wurde. In den folgenden Jahren erhielt er für seine Verdienste noch mehrfach Auszeichnungen. So wurde ihm am 3. September 1840 der Rote Adlerorden I. Klasse mit Eichenlaub, am 23. August 1852 das Großkomtur des Königlichen Hausordens von Hohenzollern sowie am 18. Januar 1853 der Schwarze Adlerorden verliehen. Außerdem erhielt Hiller am 14. Mai 1850 den Charakter als General der Infanterie.

### Freimaurer
Hiller war aktiver Freimaurer. Er wurde 1796 in die Loge Wittekind zur westfälischen Pforte in Minden aufgenommen, als sein Vater Rudolf Meister vom Stuhl war; er selbst bekleidete dieses Amt. Er war 1813/1814 Mitglied der in Luxemburg eingerichteten Feldloge Friedrich zur Vaterlandsliebe. In seinen zahlreichen Dienstorten besuchte er eifrig die Ortslogen. Zuletzt gehörte er der Loge Friedrich zum goldenen Szepter in Breslau an.

### Familie
Am 26. Januar 1796 ehelichte Hiller in Minden Adelgunde von Hellen (1777–1822). Nach ihrem Tod heiratet Hiller am 28. Oktober 1823 Mathilde von Mutius (1792–1869), Tochter von Franz von Mutius und Wilhelmine Kraker von Schwarzenfeld. Aus den Ehen gingen vier Kinder hervor:
- August (1799–1864), preußischer Oberst, Kommandeur des Husaren-Regiments Nr. 4 sowie Rechtsritter des Johanniterordens ⚭ Auguste von Reiche (* 1811)
- Karl (1805–1811)
- Wilhelm (1809–1866), preußischer Generalleutnant sowie Freimaurer
- Maria (1824–1858) ⚭ Alexander Graf von Strachwitz (1817–1866), Herr auf Berthelsdorf

Hiller von Gaertringen wurde nach seinem Tod auf dem Berliner Invalidenfriedhof beigesetzt. Sein durch die Grenztruppen der DDR zerstörtes Grab (die Grenzanlagen zu Westberlin verliefen über den Invalidenfriedhof) wurde nach der Wiedervereinigung wiederhergestellt.